# 白石稔のガチ無知ラジオ
『白石稔のガッチリと無知な物事を探求して行くラジオ 略して、〜「白石稔のガチ無知ラジオ」〜』（しらいしみのるのガッチリとむちなものごとをたんきゅうしていくラジオ りゃくして〜「しらいしみのるのガチむちラジオ」〜）は、声優・白石稔の冠ラジオ番組。

## 概要
2010年6月12日からランティスウェブラジオより配信を開始。白石稔が業界の物事について学ぶというテーマとなっている。
コーナーにアミューズメントメディア総合学院の声優科もしくは、プロダクション・エース、プロダクション・エース演技研究所所属の声優が出演するコーナーが設けられている。
またアシスタントの女性パーソナリティは4人いるが、持ち回りのため出演するのは毎回1人である。
なお、「メールやおたよりがなくなったら即終了」とのこと。
終了のアナウンスはされていないが、2010年11月27日を最後に更新されていない。ランティスウェブラジオの公式サイトでは現在、当番組のバナーは表記されていない。

## レギュラーパーソナリティ
- 白石稔（メインパーソナリティ）
- 山本和臣（アシスタントパーソナリティ）
- 伊藤敦（構成作家兼務）

### ゲストパーソナリティ
- 小林元子（第1・5回）
- 辻岡紗那香（第2回）
- 古谷静佳（第3・6回）
- 樋口結美（第4・7回）
- 烏田裕志（第8回）
- 佐土原かおり（第9回）
- 廣坂愛（第10回）

### ゲスト
- 飯田翔威（第1・6回）
- 西村野歩子（第1回）
- 浦高希（第1回）
- 廣坂愛（第1・5回）
- 烏田裕志（第1回）
- 廣瀬愛（第1回）
- 熊田裕成（第1回）
- 鷹野晶（第1・7回）
- 吉崎亮太（第2・3回）
- 玉置陽子（第2・3回）
- 山口浩太（第2・5回）
- 佐土原かおり（第2・4回）
- 矢野奨吾（第2・8回）
- 橋本祐樹（第2・4回）
- 蒲生玲奈（第2・6回）
- 壹岐紹未（第7回）
- 休場千咲（第8回）

## スタッフ
- 構成作家：伊藤敦（パーソナリティ兼務）
- ディレクター：斎藤滋

## 配信日
- 配信サイト：ランティスウェブラジオ
- 配信日：隔週土曜日22時

## コーナー
近況報告
パーソナリティやゲストが近況報告をするコーナー。
ふつおた
普通のおたよりを読むコーナー。
AMG48への道（#1 - #2）
アミューズメントメディア総合学院やプロダクション・エース所属の男女新人声優から48人を選び出すコーナー。方法は候補声優が行う自己PRスピーチをする。
新人さんいらっしゃーい（#3 - #8）
第3回から「AMG48への道」に代わって始まったコーナー。プロダクションエース所属の声優を2人呼び一問一答をし、その人となりを知るコーナー。
MAルームへようこそ（#9 - ）
第9回から「新人さんいらっしゃーい」に代わって始まったコーナー。みの子デラックス（白石）とあつ子デラックス（伊藤）によるゲストに突っ込んだ質問をしていくコーナー。
第10回からは山本が執事として進行役となりゲストへ質問するようになる。
谷口が行く。不思議発見ラジオの旅。
2009年から2010年にかけてリリースされた新シリーズの涼宮ハルヒの憂鬱DVD限定版に付属している特典DVD内番組「谷口が行く。不思議発見の旅。」のスピンアウトコーナー。
業界なんでも質問コーナー
「喰霊-零-」超自然災害ラジオ対策室から少しだけコーナー名を変えて復活したコーナー。リスナーからのアニメ業界についての質問を伊藤が答える。

## 主題歌
オープニングテーマ
- 「シカイダーの唄 -完全版-」（#1 - 8）
  - 歌：白石みのる 作詞：白石稔 作曲：白石稔 編曲：神前暁
- 「ガチで行こうぜ」（#9 - ）
  - 歌：白石稔 作詞：白石稔 作曲：白石稔 編曲：鈴木マサキ

エンディングテーマ
- 「えみりんのテーマ」
  - 歌：白石みのる 作詞：白石稔 作曲：白石稔 編曲：神前暁